# Stamnodes apollo
Stamnodes apollo är en fjärilsart som beskrevs av Samuel E. Cassino 1920. Stamnodes apollo ingår i släktet Stamnodes och familjen mätare. Inga underarter finns listade i Catalogue of Life.